# ولچری
ولچری (به انگلیسی: Velachery) یک منطقهٔ مسکونی در هند است که در تامیل نادو واقع شده‌است.